# Gran Premio di Castrocaro Terme 1971
Il Gran Premio di Castrocaro Terme 1971, dodicesima edizione della corsa, si svolse il 13 giugno 1971 su un percorso di 77,52 km disputati a cronometro. La vittoria fu appannaggio dell'italiano Felice Gimondi, che completò il percorso in 1h59'59", precedendo il connazionale Davide Boifava e lo svedese Gösta Pettersson.
Sul traguardo di Castrocaro Terme 9 ciclisti portarono a termine la competizione.

## Ordine d'arrivo (Top 9)
| Pos. | Corridore           | Squadra           | Tempo    |
| ---- | ------------------- | ----------------- | -------- |
| 1    | Felice Gimondi      | Salvarani         | 1h59'59" |
| 2    | Davide Boifava      | Scic              | a 1'44"  |
| 3    | Gösta Pettersson    | Ferretti          | a 1'53"  |
| 4    | Aldo Moser          | G.B.C.-Zimba      | a 4'36"  |
| 5    | Tomas Pettersson    | Ferretti          | a 5'45"  |
| 6    | Antoon Houbrechts   | Salvarani         | s.t.     |
| 7    | Roberto Sorlini     | Cosatto-Marsicano | a 6'47"  |
| 8    | Pierfranco Vianelli | Dreher            | a 8'30"  |
| 9    | Enrico Paolini      | Scic              | a 9'56"  |